# Politique sociale

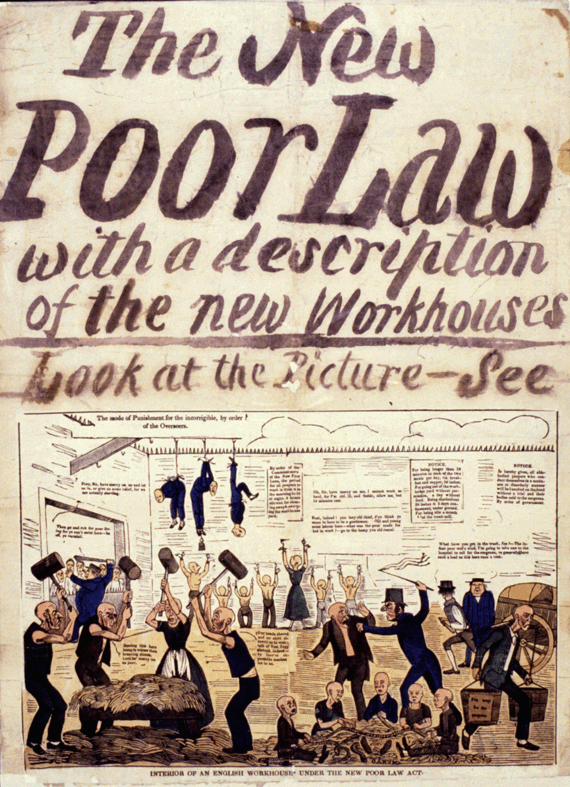
Au cours de la révolution industrielle au Royaume-Uni ont été votées les Poor Laws (1601 et 1834) pour les travailleurs pauvres.

La politique sociale constitue, dans une société organisée autour du principe de solidarité, un ensemble d’actions mises en œuvre progressivement par les pouvoirs publics ou une entreprise privée pour parvenir à transformer les conditions de vie des salariés et éviter les explosions sociales, la désagrégation des liens sociaux. En France, on associe l'idée de politique sociale à une politique publique liée à la protection sociale (sécurité sociale, assistance sociale). Elle fait référence au concept d'État providence. Ce dernier fut institutionnalisé au lendemain de la Seconde Guerre mondiale dans les pays industrialisés.

## Définitions
Selon Marie-Thérèse Join-Lambert, les politiques sociales sont une invention nécessaire pour rendre gouvernable une société organisée autour de principes de solidarité ; elles constituent un ensemble d’actions mises en œuvre progressivement par les pouvoirs publics ou les entreprises privées pour parvenir à transformer les conditions de vie d’abord des ouvriers puis des salariés et éviter les explosions sociales, la désagrégation des liens sociaux. 
Pour Thomas Humphrey Marshall, la politique sociale consistait dans l'usage du pouvoir politique pour supplanter, compléter ou modifier les mécanismes du système économique en vue d'atteindre les résultats que le système ne pourrait pas atteindre par lui-même.

## Politique sociale des États

### Volets
Une personne morale comme l'État, l'Europe ou une collectivité territoriale peut décliner sa politique sociale dans plusieurs domaines. Selon Pierre Rosanvallon, il existe quatre grands volets de la politique sociale :
1. le social redistributif : c'est l'État providence qui a pour mission d'assurer la solidarité entre les citoyens ;
2. le social de « capacitation » : ce sont les outils par lesquels les personnes ont les moyens de gérer leurs chances (égalité des chances, la santé, l'éducation, etc.) ;
3. le social régulateur, qui concerne la règlementation comme le droit du travail ;
4. le social protecteur, qui vise à préserver la dignité humaine ; ce sont par exemple les droits fondamentaux.

### Effets
Selon l'OCDE, « Une politique sociale efficace aide les individus à vivre pleinement et à s'épanouir et ce faisant permet aux économies de mieux s'adapter aux nouvelles possibilités de croissance. En revanche, une mauvaise politique sociale est synonyme d'engrenage dans la pauvreté ou d'exclusion sociale ».

### Historique en France et en Europe
La notion de politique sociale a évolué au cours de l'histoire et elle se développe différemment suivant la collectivité l'utilisant pour son action sociale.
- XVIe siècle : Mesures ponctuelles dans les plus grandes villes (en cas d'épidémies, de famines).
- 1554 : Ouverture d'un « bureau des pauvres », futur hôpital.
- 1601 : Au Royaume-Uni, Poor Laws.
- 1834 : Au Royaume-Uni, 2es Poor Laws.
- 1838 : En France, loi portant assistance aux aliénés.

L'État protecteur
- 1841 : Loi encadrant le travail des moins de 8 ans.
- 1852 : Création de la société mutuelle.
- 1882 : En Prusse : Bismarck encourage la création d'un système de sécurité sociale, (retraite et assurance maladie contre les accidents) ; le plan Bismarck repose sur le travail (prélèvements financiers sur la production).
- 1889 : En France, service national militaire.
- 1893 : Protection contre les grandes épidémies et création de l'aide médicale gratuite en France

L’État assureur et organisateur des relations professionnelles (1890-1945)
- 1898 : En France, loi sur les accidents du travail.
- 1904 : Assistance à l'enfance abandonnée.
- 1905 : Minimum vital pour les vieillards.
- 1906 : En France, maison de correction.

L'État-providence 
- 1945 : Plan Beveridge en Angleterre, basé sur l'idée d'une universalité de la protection sociale, et sur un système de gestion unique (même cotisations pour tous, mais prestations proportionnelles aux besoins normaux de l'individu). Ce système ne repose plus sur la production (donc uniquement sur les travailleurs) comme en Allemagne, mais sur la population elle-même.
- 1945 : Création de la sécurité sociale.
- 1946 : Le préambule de la constitution de la IVe république garantit les droits sociaux.

### Politique sociale européenne
Selon l'Union européenne, « L’amélioration qualitative et quantitative de l’emploi et l’égalité des chances sont les mots d’ordre de la politique sociale et de l’emploi européenne. L’Union veut que tous ses citoyens disposent des compétences suffisantes pour accompagner l’évolution d’une économie de la connaissance ».

### Critères internationaux de définition de politiques sociales
Préambule de la charte de l'ONU
Les politiques sociales ont comme cadre idéologique et fondateur les droits économiques, sociaux et culturels présents dans la déclaration universelle des droits de l'homme de 1948 (à partir de l'article 22). C'est pour cette raison que les enjeux des politiques sociales sont le droit au travail, à l’orientation, à la formation, des conditions de travail justes et favorables, droit à la syndicalisation, droit à un niveau de vie suffisant, droit de jouir d’un bon état de santé, droit à l’éducation, gratuité de l’enseignement primaire, droits d'accéder librement aux activités culturelles...

### Enjeux des politiques sociales en France
Les enjeux sont :
- le travail,
- l'emploi,
- la formation professionnelle,
- la protection sociale et l'assurance maladie,
- l'éducation,
- l'accompagnement des SDF,
- les politiques en directions des personnes handicapées et des personnes âgées[6].

On parle de plus en plus d'une territorialisation des politiques sociales. En effet, les dépenses dans le domaine du social, comme le revenu de solidarité active, ex RMI, sont élevées pour le département. Cela pose un problème car les départements sont inégaux face aux problèmes sociaux.
Les intercommunalités ont peu de compétences mais elles peuvent mener des actions importantes.

### Aide sociale
À côté de politiques sociales générales, en lien avec la sécurité sociale, un certain nombre d'États, dont la France, ont développé des interventions spécifiques à destination des personnes en difficulté. La lutte contre l'exclusion a ainsi amené le développement de politiques d'aides sociales légales obligatoires (le soutien est obligatoire si la personne remplit les critères fixés pour en bénéficier), d'aides sociales extra-légales (le soutien est facultatif et existant ou non selon les communes, exemple : l'ACS) et d'action sociale (regroupe toutes les actions ou tous les moyens visant à répondre aux besoins sociaux (intervention de travailleurs sociaux, aides sociales...)). Le droit de la sécurité sociale a ainsi été complété par un droit de l'aide sociale.

## Politique sociale des entreprises
,